# ستيفان مورر
ستيفان مورر هو دراج سويسري، ولد في 6 أكتوبر 1960 في شافهاوزن في سويسرا، وتوفي في 28 يناير 1994 في تايلاند بسبب غرق.

## وصلات خارجية
- ستيفان مورر على موقع أرشيف الدراجات (الإنجليزية)
- ستيفان مورر على موقع إحصائيات الدراجات الإحترافية (الإنجليزية)
- ستيفان مورر على موقع أوليمبيديا (الإنجليزية)